# Joan Amat i Sormaní
Joan Amat i Sormaní (Barcelona 22 d'octubre de 1864 - 17 de febrer de 1921) fou un advocat, financer i polític català, alcalde de Barcelona.

## Biografia
Fill de Joan Amat i Formosa i de Manuela Sormàni i Decàrli naturals de Barcelona, fou membre de la Junta de Govern de la Caixa d'Estalvis i Mont de Pietat de Barcelona i propietari de finques a la Barceloneta, a l'Eixample i de la Torre Amat de Cardedeu, edificada per Ramon Puig i Gairalt. També fou soci de l'Ateneu Barcelonès, tresorer d'Amics dels Pobres i membre de la Junta d'Obres de la Parròquia de Santa Anna. El 1892 fou nomenat cap de la Junta Liberal Monàrquica i president honorari des de 1896. Fou escollit regidor de l'ajuntament de Barcelona pel districte de Concepció el 1893, pel districte segon el 1897, i alcalde de Barcelona del 23 de març de 1901 al 27 de desembre de 1902. El 1902 fou nomenat vocal tresorer i vicesecretari de la Societat de Defensa de la Cambra de la Propietat Urbana de Barcelona.